# Alberto Senigagliesi
Alberto Senigagliesi (ur. 12 sierpnia 1970 w Susie) – włoski narciarz alpejski. Olimpijczyk z Albertville. Karierę zakończył w 2003 roku.

## Osiągnięcia

### Igrzyska olimpijskie
| Miejsce | Dzień     | Rok  | Miejscowość | Konkurencja | Czas biegu  | Strata  | Zwycięzca           |
| ------- | --------- | ---- | ----------- | ----------- | ----------- | ------- | ------------------- |
| 19.     | 16 lutego | 1992 | Albertville | Supergigant | 1:15,70 min | +2,66 s | Kjetil André Aamodt |

### Mistrzostwa świata
| Miejsce | Dzień     | Rok  | Miejscowość | Konkurencja | Czas biegu  | Strata  | Zwycięzca           |
| ------- | --------- | ---- | ----------- | ----------- | ----------- | ------- | ------------------- |
| 22.     | 10 lutego | 1993 | Morioka     | Gigant      | 2:20,53 min | +5,17 s | Kjetil André Aamodt |

### Mistrzostwa świata juniorów
| Miejsce | Dzień       | Rok  | Miejscowość          | Konkurencja | Czas biegu  | Strata  | Zwycięzca           |
| ------- | ----------- | ---- | -------------------- | ----------- | ----------- | ------- | ------------------- |
| 38.     | 27 stycznia | 1988 | Madonna di Campiglio | Zjazd       | 1:36,34 min | +3,19 s | Kaspar Gilgenrainer |
| 32.     | 28 stycznia | 1988 | Madonna di Campiglio | Supergigant | 1:38,48 min | +3,22 s | Jeremy Nobis        |
| 10.     | 29 stycznia | 1988 | Madonna di Campiglio | Gigant      | 2:07,00 min | +1,45 s | Gregor Grilc        |
| 31.     | 5 kwietnia  | 1989 | Aleyska              | Zjazd       | 1:32,20 min | +3,27 s | Ed Podivinsky       |
| 5.      | 6 kwietnia  | 1989 | Aleyska              | Supergigant | 1:18,96 min | +1,37 s | Tommy Moe           |
| 3.      | 8 kwietnia  | 1989 | Aleyska              | Slalom      | 1:40,20 min | +0,88 s | Sergio Bergamelli   |

### Puchar Świata

#### Miejsca w klasyfikacji generalnej
- sezon 1991/1992: 40.
- sezon 1992/1993: 50.
- sezon 1994/1995: 120.
- sezon 1995/1996: 109.
- sezon 1996/1997: 107.
- sezon 1997/1998: 113.

#### Miejsca na podium
Senigagliesi nigdy nie stanął na podium zawodów PŚ.